# 346 GROOVE FRIDAY
『346 GROOVE FRIDAY』（さんしろう グルーヴ フライデー）は、2001年4月6日から2022年3月25日まで長野エフエム放送（FM長野）で毎週金曜日16:00 - 19:00に放送されていたラジオ番組。三四六を346と表記し346=三四六が定着、長く三四六の看板番組であった。

## タイムテーブル
- 16:06頃 - GROOVE FLASH
- 16:30頃 - 街コミレポート
- 16:43頃 - 交通情報
- 16:47頃 - 346の人生アゲンスト
- 17:00頃 - オマエらの気持ちは、よーくわかった！
- 17:08頃 - GROOVE THANKS
- 17:16頃 - 交通情報
- 17:24頃 - GROOVE TRACKS
- 17:43頃 - 天気予報
- 18:00頃 - FM長野ニュース
- 18:10頃 - みんなまとめておめでとう！
- 18:25頃 - 交通情報
- 18:33頃 - 天気予報
- 18:45頃 - 週末占いカウントダウン～星に願いを～

## コーナー
GROOVE FLASH
- 信濃毎日新聞提供、長野県内でよかったニュースを取り上げる。

街コミレポート
- リポーターが長野県内のイベント情報等を紹介。

346の人生アゲンスト
- 三四六がリスナーの悩み相談に乗り、「今日の言魂」を書き表した色紙をリスナーへプレゼント。

オマエらの気持ちは、よーくわかった！
- 大喜利コーナー、「信州一のハガキ職人」と題するが近年はメールでの応募のみ。
- 今日イチの発表の前に村上雄信選曲の一曲が流れる。(60～70年代のアニメソングが多い)

GROOVE THANKS
- リスナーが様々な人へ感謝のメッセージを伝える。

GROOVE TRACKS
- まれにゲストを呼ぶ場合があるが、普段はリスナーからのふつおたを読み上げる。

みんなまとめておめでとう！
週末占いカウントダウン～星に願いを～
- 三四六が替え歌で一週間の占いを歌う。

### 過去
いただきマスト！～食べ物にありがとう～
- 同枠前身番組の「金曜ワイド Weekend a Go!Go!」「よくばり Friday Jam!」時代から放送されていた長野県JAグループ各団体の提供コーナーである「おいしい話をしよう」が当番組の放送期間中に改題したもの。永山久夫がその時々の旬の食材について三四六と語る録音コーナー。

## 使用スタジオ
- 2021年 - 2022年 … 松本スタジオ（松本市・本社内）[2]

- 2001年 - 2010年 … IVY Studio（長野市・IVY SQUARE内）[3]
- 2010年 - 2021年 … 長野スタジオ（長野市・長野支社内）

## 備考
- 年に一度、三四六が世界柔道選手権大会で不在の場合、収録放送またはバカボン鬼塚等が代理として入ることがあった。
- 2017年11月3日と2018年11月23日はFMフェスティバル放送のため、放送休止となった[4][5]。

## 番組の終焉
三四六は第26回参議院議員通常選挙立候補準備のため2022年2月25日の放送分を以って降板。翌3月4日以降の放送はバカボン鬼塚が代理として出演。そして 3月25日の放送をもって番組が終了。21年の放送に幕を降ろした。降板から最終回まで三四六は出演しなかった。